# Lapa do Picareiro
A Lapa do Picareiro é uma gruta natural situada na vertente Norte da Serra de Aire, na freguesia de Minde, no Município de Alcanena, na região do Ribatejo, em Portugal, onde foram encontrados vestígios pré-históricos.
O acesso à gruta é feito através de caminhos a partir das aldeias de Vale Alto e Covão do Coelho.

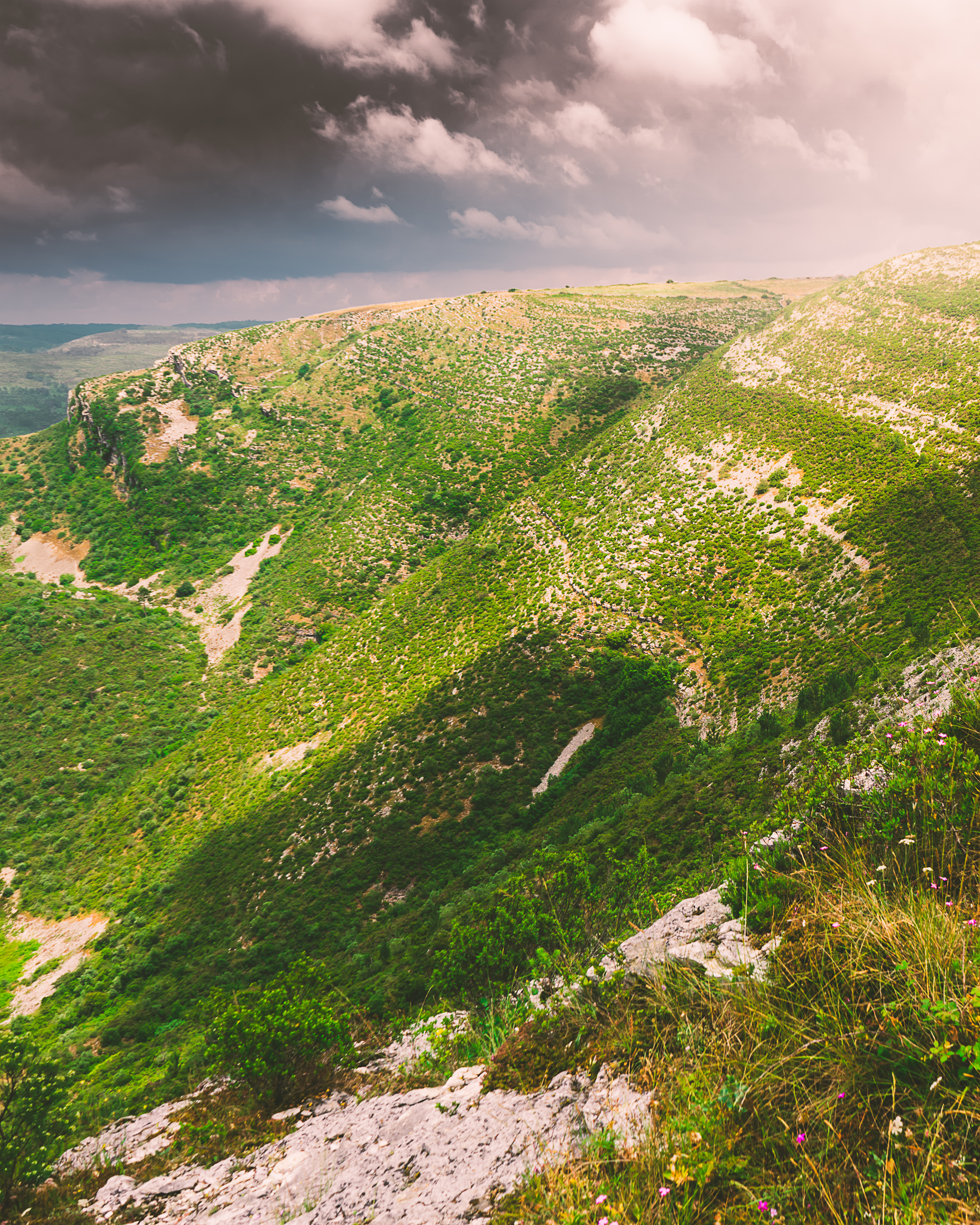
Serra de Aire, onde está situada a gruta da Lapa do Picareiro.

## Descrição e história
No interior da gruta, foram encontrados materiais que sugerem uma ocupação durante os períodos proto-Solutrense, Magdalenense, Mesolítico e da Idade do Ferro. Os vestígios relativos à Idade do Ferro foram encontrados na parte cimeira do depósito, tendo provavelmente sido uma necrópole. O espólio inclui peças de cerâmica e líticas, principalmente em sílex, quartzito e quartzo, além de vários adornos. Foram igualmente encontrados vários restos de fauna, como coelho, veado, camurça, auroque, roedores, aves e moluscos marinhos.
O sítio arqueológico foi alvo de trabalhos de levantamento em 1988, durante os quais a Sociedade Torrejana de Espeleologia e Arqueologia fez um corte para a recolha dos materiais, no âmbito da Carta Arqueológica do Parque Natural das Serras d'Aire e Candeeiros. Depois foram feitas escavações entre 1994 e 2018, com uma interrupção entre 2001 e 2005.
Em Setembro de 2020, foi publicado um estudo baseado na investigação da Lapa do Picareiro, onde se avançou a hipótese que o ser humano moderno terá chegado à região litoral entre 41 e 38 mil anos atrás, cerca de cinco mil anos do que antes se estimava. Este artigo foi publicado na revista Proceedings of the National Academy of Sciences, por uma equipa internacional, liderada por Jonathan Haws, da Universidade de Louisville, Michael Benedetti, da Universidade de Wilmington, ambas nos Estados Unidos da América, e Lukas Friedl, da Universidade da Boémia Ocidental, na República Checa. Teve a colaboração dos investigadores Telmo Pereira, da Universidade Autónoma de Lisboa, Nuno Bicho e João Cascalheira, da Universidade do Algarve, Sahra Talamo, da Universidade de Bolonha, em Itália, e do Instituto Max Planck de Antropologia Evolutiva, em Leipzig, na Alemanha. Na altura do lançamento do estudo, Jonathan Haws já trabalhava na Lapa do Picareiro há cerca de vinte e cinco anos. Segundo o estudo, as várias ferramentas que foram recolhidas na gruta «ligam este local a descobertas semelhantes pela Eurásia até à planície russa», sustentando «uma dispersão rápida em direção a oeste dos humanos modernos pela Eurásia dentro de alguns milhares de anos após a sua primeira aparição no sudeste europeu.». Este espólio corresponde a um período durante o qual a região ainda seria habitada pelos homens Neandertais, pelo que esta descoberta teve «ramificações importantes para compreender a interação possível entre os dois grupos e o derradeiro desaparecimento dos Neandertais.». Com efeito, na Gruta da Nascente do Almonda, situada a curta distância, no concelho de Torres Novas, foram encontrados vestígios de ocupação por parte dos Neandertais, embora não tenham sido descobertas provas de que os dois grupos tenham tido relações culturais. Segundo o professor Nuno Bicho, este achado teve uma dupla importância, tendo não só provado que os homens modernos chegaram à região costeira muito mais cedo do que se pensava, tendo igualmente sido «criada uma oportunidade de coexistência entre as duas espécies.». Jonathan Haws comentou no estudo que ainda se sabia como é que foi feita esta migração, embora provavelmente tenha sido seguida uma rota costeira, ou então pelo interior, ao longo dos rios com nascente a Este da região.
As descobertas arqueológicas da Lapa do Picareiro foram classificadas como muito importantes pelo director do programa de Arqueologia da Fundação Nacional de Ciências dos Estados Unidos, John Yellen, uma vez que iriam «ajudar a moldar futuras investigações sobre como e quando os humanos anatomicamente modernos chegaram à Europa e que interações podem ter tido com os Neandertais». Com efeito, segundo Nuno Bicho, durante um longo periodo de tempo acreditou-se que os homens modernos e os Neandertais tinham constituído «grupos completamente diferentes, sem qualquer relação cultural ou genealógica» mas que posteriormente descobriu-se que «a maior parte dos europeus tem uma parte do seu código genético que é Neandertal», pelo que terão existido trocas genéticas entre as duas espécies. Porém, pensava-se que esta troca genética não teria ocorrido na Península Ibérica.